# 3706 Синнотт
3706 Синнотт (3706 Sinnott) — астероїд головного поясу, відкритий 28 вересня 1984 року.
Тіссеранів параметр щодо Юпітера — 3,665.